# Uetersen
Uetersen (/ˈyːtɐzən/) là một thành phố trong bang Schleswig-Holstein của nước Đức.
Uetersen có diện tích 11,50 km² với dân số 17.865 người (12/2006).